# Tiszteletreméltó
A tiszteletreméltó  (Venerabilis Dei servus) a római katolikus egyházban egy megtisztelő cím azoknak a személyeknek, akiknek a szentté avatási vizsgálat és eljárás során megállapítják a pápa jóváhagyásával, hogy „hősi fokon gyakorolta a keresztény erényeket”, azaz a hit, remény és szeretet teológiai erényeiben, valamint a négy sarkalatos erényben, az okosságban, igazságosságban, erősségben és mértékletességben hősiesen helyt álltak. A szentté avatási eljárásoknak ez a második állomása a négyből.
Ha valaki szentség hírében halt meg, akkor a halál utáni öt év elteltével akár egyetlen hívő is, vagy egy közösség egy választott posztulátoron (az eljárás kinevezett tisztviselőjén) keresztül kérheti a halál helye szerint illetékes püspököt, hogy indítsa meg a szentté avatási eljárást. Ha a püspök – konzultálva a környező egyházmegyék püspökeivel, vagy a püspöki kar egészével – úgy dönt, hogy az eljárást és a vizsgálatot megindítja, akkor az illető személy megtisztelő címe az „Isten szolgája”. A helyi főpásztor kinevez egy bíróságot, egy olyan egyházi testületet, amelynek feladata, hogy a személy életútjának minden egyes részletéről szóló tanúvallomásokat összegyűjtse. Ezt megelőzően Isten szolgájának írásait meg kell vizsgálni, hogy a katolikus hittel és erkölccsel megegyeznek-e, és történész szakértőkre is szükség van, akik már az egyházmegyei szakaszban nyilatkoznak az illető személyiségről az összegyűlt dokumentáció alapján. Amikor összeáll ez a nagy anyag, akkor hiteles fordítást kell készíteni (általában olaszra szokták fordítani az iratokat). Az aktákat – hitelesítésük után – ünnepélyesen lezárják, lepecsételik, majd a Vatikánba küldik. Ezzel ér véget az egyházmegyei eljárás. Ha Rómában elismerik az egyházmegyei eljárás szabályszerűségét, akkor utána többlépcsős eljárás keretében vizsgálják az összegyűlt anyagot. Az iratok alapján készített összefoglaló munka az ún. positio. Először általában a történészek vizsgálják az életutat, akkor még ez a positio szürke színű. Utána a teológusok következnek, akkor már piros a borító aranybetűkkel. Ezután kerül az anyag a Szentté Avatási Kongregáció bíborosaihoz. A történészek a dokumentációról nyilatkoznak, annak a teljességéről, megbízhatóságáról, hitelességéről, a teológusok a hősies erénygyakorlatról, életszentségről vagy a vértanúságról, a bíborosok pozitív összegző véleménye után pedig a kongregáció bíboros prefektusa a pápa elé tárja az ügyet, aki – mint egyedüli bíró – meghozza a döntést az életszentségről. Ha ekkor a pápa pozitívan nyilatkozik az életszentségéről, akkortól a személy megtisztelő címe „tiszteletre méltó”.
Ha lezárult ez a szakasz, akkor kezdődhet a csoda kivizsgálása, amely a következő állomáshoz, a boldoggá avatáshoz szükséges, hacsak nem vértanúról van szó.